# Šašová
Šašova – wieś (obec) na Słowacji, w kraju preszowskim w powiecie Bardejów. Pierwsze wzmianki o miejscowości pochodzą z roku 1352.
Według danych z dnia 31 grudnia 2009 wieś zamieszkiwało 135 osób, w tym 65 kobiet i 70 mężczyzn.
W 2001 roku względem narodowości i przynależności etnicznej 87,34% populacji stanowili Słowacy, 9,49% to mniejszość romska, a 2,53% stanowili Rusini. Dominującym wyznaniem był grekokatolicyzm, którego wyznawało 77,85% populacji Šašovy.